# Laje (kommun)
Laje är en kommun i Brasilien.   Den ligger i delstaten Bahia, i den östra delen av landet, 1 000 km öster om huvudstaden Brasília. Antalet invånare är 22 206.
Omgivningarna runt Laje är en mosaik av jordbruksmark och naturlig växtlighet. Runt Laje är det ganska tätbefolkat, med 56 invånare per kvadratkilometer.